# 紫球藻
紫球藻（学名：Porphyridium purpureum）是一種紅藻門紅藻亞門單细胞藻類紫球藻屬的藻類植物，是红藻门一种比较原始的品種，能够产生许多生物活性物质，如藻红蛋白、藻胆蛋白、多不饱和脂肪酸及胞外多糖物质。所以現時不少聲稱具有美容功效的商品，都聲稱加入了紫球藻。
紫球藻是紫球藻屬的模式种。

## 簡介
紫球藻的顏色從暗紅到黑紅色不等，在靠近水源的陰暗潮濕地方生長，例如：樹根、牆角等。有膠質把藻群落黏在一起。

## 外部連結
- （英文） 紫球藻 在 algaebase.org 的頁面連結。

- 紫球藻在NCBI的頁面連結